# Saison 2 de Dynastie (1981)
Chronologie
Saison 1 Saison 3
Cet article présente le guide des épisodes de la deuxième saison de la série télévisée américaine Dynastie.

## Distribution

### Acteurs principaux
- John Forsythe (VF : Jean-Claude Michel) : Blake Carrington
- Linda Evans (VF : Annie Sinigalia) : Krystle Carrington
- Pamela Sue Martin (VF : Catherine Lafond) : Fallon Carrington Colby
- Pamela Bellwood (VF : Joëlle Fossier) : Claudia Blaisdel (n'apparaît pas dans l'épisode 13)
- Al Corley (VF : François Leccia) : Steven Carrington (épisodes 1 à 21)
- John James (VF : Yves-Marie Maurin) : Jeff Colby
- Lloyd Bochner (VF : Pierre Trabaud) : Cecil Colby (épisodes 4 à 6, 8, 10, 12, puis 14 à 22)
- Heather Locklear (VF : Séverine Morisot) : Samantha Josephine « Sammy Jo » Dean Carrington (épisodes 5 à 13, puis 15, 16 et 18)
- Lee Bergere : Joseph Anders
- James Farentino : Dr Nicholas Toscanni (épisodes 3 à 22)
- Joan Collins (VF : Michèle Bardollet) : Alexis Morrell Carrington

### Acteurs invités
- Peter Mark Richman : Andrew Laird (épisodes 1 à 3, 7, 10, 12, 13, 18, et 19)
- John Saxon : Rashid Ahmed (épisodes 8 et 9)
- Brian Dennehy : Jake Dunham (épisodes 1 et 2)

## Épisodes

### Épisode 1:Alexis
- États-Unis : 4 novembre 1981
- Québec : 31 décembre 1984

- Peter Mark Richman (Andrew Laird)
- Lloyd Haynes (Horatio Quinlan)
- Brian Dennehy (Jake Dunham)

- Il s'agit de la première apparition de Joan Collins dans le rôle d'Alexis, première femme de Blake Carrington.
- À partir de cette saison, Lee Bergere apparaît de façon régulière au générique.

### Épisode 2:Le Calme avant la tempête
- États-Unis : 11 novembre 1981
- Québec : 7 janvier 1985

- Peter Mark Richman (Andrew Laird)
- Lloyd Haynes (Horatio Quinlan)
- Diana Douglas (Madame Blaisdel)
- Brian Dennehy (Jake Dunham)

### Épisode 3:Sauvez-moi Docteur
- États-Unis : 18 novembre 1981
- Québec : 14 janvier 1985

- Peter Mark Richman (Andrew Laird)
- Betty Harford (Hilda Gunnerson)

- Il s'agit de la première apparition de James Farentino dans le rôle du Dr Nick Toscanni. Il prononce cette réplique en essayant de sauver Claudia : « Blake Carrington est habitué aux suicides ». Dans cette phrase, qui semble anodine à ce moment de l'histoire, on peut déjà comprendre les raisons qui pousseront Nick Toscanni à se venger de Blake.

### Épisode 4:L'Accident
- États-Unis : 25 novembre 1981
- Québec : 21 janvier 1985

- Virginia Hawkins (Jeannette Robins)

- Lloyd Bochner, qui interprète le rôle de Cecil Colby, devient un personnage récurrent à partir de cet épisode.

### Épisode 5:L'Oiseau bleu
- États-Unis : 2 décembre 1981
- Québec : 28 janvier 1985

- Matt Clark (Frank Dean)

- Cet épisode voit l'apparition d'Heather Locklear dans le rôle de Sammy Jo.

### Épisode 6:Rien ne va plus
- États-Unis : 9 décembre 1981
- Québec : 11 février 1985

- Lance LeGault (Ray Bonning)
- Carol Bagdasarian (Terry Toscanni)
- Paul Keenan (Tony Driscoll)

### Épisode 7:La Malédiction
- États-Unis : 16 décembre 1981
- Québec : 25 février 1985

- Peter Mark Richman (Andrew Laird)
- William Prince (Dr Miller)

- Lloyd Bochner n'apparaît pas dans cet épisode.

### Épisode 8:Les Affaires sont les affaires
- États-Unis : 6 janvier 1982
- Québec : 4 mars 1985

- John Saxon (Rashid Ahmed)
- Virginia Hawkins (Jeannette Robins)

### Épisode 9:La Ville éternelle
- États-Unis : 13 janvier 1982
- Québec : 18 mars 1985

- Colby Chester (George Handley)
- John Saxon (Rashid Ahmed)

- Lloyd Bochner n'apparaît pas dans cet épisode.

### Épisode 10:Un joyeux retour
- États-Unis : 20 janvier 1982
- Québec : 25 mars 1985

- Lance LeGault (Ray Bonning)
- Peter Mark Richman (Andrew Laird)
- Hank Brandt (Morgan Hess)

### Épisode 11:Angoisse
- États-Unis : 27 janvier 1982
- Québec : 1er avril 1985

- Lance LeGault (Ray Bonning)
- Joe Kapp (McAllister)

- Lloyd Bochner n'apparaît pas dans cet épisode.

### Épisode 12:Soupçons
- États-Unis : 3 février 1982
- Québec : 8 avril 1985

- Peter Mark Richman (Andrew Laird)
- Percy Rodrigues (Lieutenant Dawson)
- Robert Sampson (Dr Eggleston)
- Lance LeGault (Ray Bonning)

### Épisode 13:L'Audience
- États-Unis : 10 février 1982
- Québec : 15 avril 1985

Bob Sweeney
- Peter Mark Richman (Andrew Laird)
- George O. Petrie (Le président de la commission)
- Arthur Adams (Sénateur Adams)
- John Terry Bell (Sénateur Brady)

- Pamela Bellwood et Lloyd Bochner n'apparaissent pas dans cet épisode.

### Épisode 14:Le Syndrome de Iago
- États-Unis : 17 février 1982
- Québec : 22 avril 1985

Jerome Courtland, Alf Kjellin
- Tim O'Connor (Thomas Crayord)
- Virginia Hawkins (Jeannette Robins)

- Heather Locklear n'apparaît pas dans cet épisode.

### Épisode 15:La Réception
- États-Unis : 24 février 1982
- Québec : 29 avril 1985

Gwen Arner
- Tim O'Connor (Thomas Crayord)

### Épisode 16:Naissance prématurée
- États-Unis : 3 mars 1982
- Québec : 6 mai 1985

Jerome Courtland
- Tim O'Connor (Thomas Crayord)
- Hank Brandt (Morgan Hess)
- Belinda Montgomery (Dr Jennifer Brighton)
- Allyn Ann McLerie (Dr Morrell)
- Paul Keenan (Tony Driscoll)

### Épisode 17:Mère et Fils
- États-Unis : 10 mars 1982
- Québec : 13 mai 1985

Lawrence Dobkin
- Belinda Montgomery (Dr Jennifer Brighton)
- Paul Keenan (Tony Driscoll)

- Heather Locklear et Lee Bergere n'apparaissent pas dans cet épisode.

### Épisode 18:L'Arme
- États-Unis : 24 mars 1982
- Québec : 20 mai 1985

Philip Leacock
- Peter Mark Richman (Andrew Laird)
- Mark Thomas (Ace)
- Lance LeGault (Ray Bonning)
- Paul Keenan (Tony Driscoll)

### Épisode 19:Les Indices
- États-Unis : 7 avril 1982
- Québec : 2 septembre 1985

Edward Ledding, Irving J. Moore
- Peter Mark Richman (Andrew Laird)
- Lance LeGault (Ray Bonning)
- Tim O'Connor (Thomas Crayord)
- Ken Swofford (Lieutenant Holliman)
- Aarika Wells (la prostituée)

- Heather Locklear et Lee Bergere n'apparaissent pas dans cet épisode.
- Dans une scène, on voit Alexis regarder à la télévision un épisode de La croisière s'amuse, autre série produite par Aaron Spelling.

### Épisode 20:L'Écroulement
- États-Unis : 14 avril 1982
- Québec : 2 septembre 1985

Philip Leacock
- Steven Marachuk (Duane)
- Ken Swofford (Lieutenant Holliman)
- Paul Keenan (Tony Driscoll)

- C'est la première fois qu'il est fait référence à Adam, autre enfant de Blake et Alexis. Ce personnage apparaîtra dans la 3e saison de Dynastie.

### Épisode 21:Les Deux Princes
- États-Unis : 28 avril 1982
- Québec : 9 septembre 1985

Irving J. Moore
- Christine Belford (Susan)
- Paul Keenan (Tony Driscoll)
- Virginia Hawkins (Jeannette Robins)
- Betty Harford (Hilda Gunnerson)

- Dans sa version originale, au cours de sa confrontation finale avec sa famille, Steven Carrington la mettait en demeure d'admettre son homosexualité. La version française a habilement oblitéré le sujet (sans doute jugé encore trop scabreux) et la réplique "Steven is gay" a été traduite "Steven est malade" (dans le sens "Steven est un inadapté").
- C'est le dernier épisode où Al Corley interprète ce personnage avant sa reprise du rôle en 1991 dans le téléfilm Dynasty : The Reunion. Dès la saison suivante, il sera en effet remplacé par Jack Coleman.

### Épisode 22:Les Falaises
- États-Unis : 4 mai 1982
- Québec : 16 septembre 1985

Jerome Courtland
- Kabir Bedi (Farouk Ahmed)
- Hank Brandt (Morgan Hess)
- R. G. Armstrong (le gardien)
- Christine Belford (Susan)
- Betty Harford (Hilda Gunnerson)

- Il s'agit du dernier épisode dans lequel apparaît James Farentino.
- Al Corley, quant à lui, n'y figure pas malgré sa mention au générique introductif.